# 若林站 (愛知縣)
若林站（日语：／ Wakabayashi eki */?）是位於愛知縣豐田市若林東町沖田，名古屋鐵道（名鐵）的三河線車站。車站編號為MY03。

## 歷史
- 1920年（大正9年）7月5日 - 三河鐵道知立站（第一代）至土橋站開業，此站啟用。
- 1941年（昭和16年）6月1日 - 三河鐵道合併至名古屋鐵道，成為名古屋鐵道三河線車站。
- 1962年（昭和37年）9月 - 車站大樓翻新[1]。
- 1965年（昭和40年）1月1日 - 結束貨物業務，徹走側線[2]。
- 2001年（平成13年）6月30日 - 成為特殊勤務車站（車站職員當值時間7:00 - 19:00）[2]。
- 2003年（平成15年）10月1日 - 車站職員當值時間縮短至7:00 - 11:00[2]。駅集中管理システム及びトランパスを導入。
- 2011年（平成23年）2月11日 - 車站可以使用「manaca」IC卡。
- 2012年（平成24年）2月29日 - 交通儲值卡「Trans Pass」的服務終止，此站也不可使用其儲值卡。
- 2019年度 - 預計開始高架化前期工程[3]。
- 2020年度 - 預計開始建設臨時路軌工程[3]。
- 2022年度 - 預計開始建設高架路軌工程[3]。
- 2024年度 - 建計列車使用高架路軌[3]。

## 車站構造
車站為一座地面車站，設有1面2線的島式月台。列車進站時會使用靠右的月台，與日本鐵道行車方向相反，這是由於車站內設有站內平交道，為了安全而有此安排。
此站為特殊勤務站，在早上7至11時有車站職員當值，在其他時段中使用車站集中管理系統，由豐田市站管理（在引入該系統前，車站職員會當值至下午7時）。
| 月台 | 路線           | 上下行 | 方向     |
| ---- | -------------- | ------ | -------- |
| 1    | 三河線（山線） | 上行   | 知立方向 |
| 2    | 三河線（山線） | 下行   | 猿投方向 |

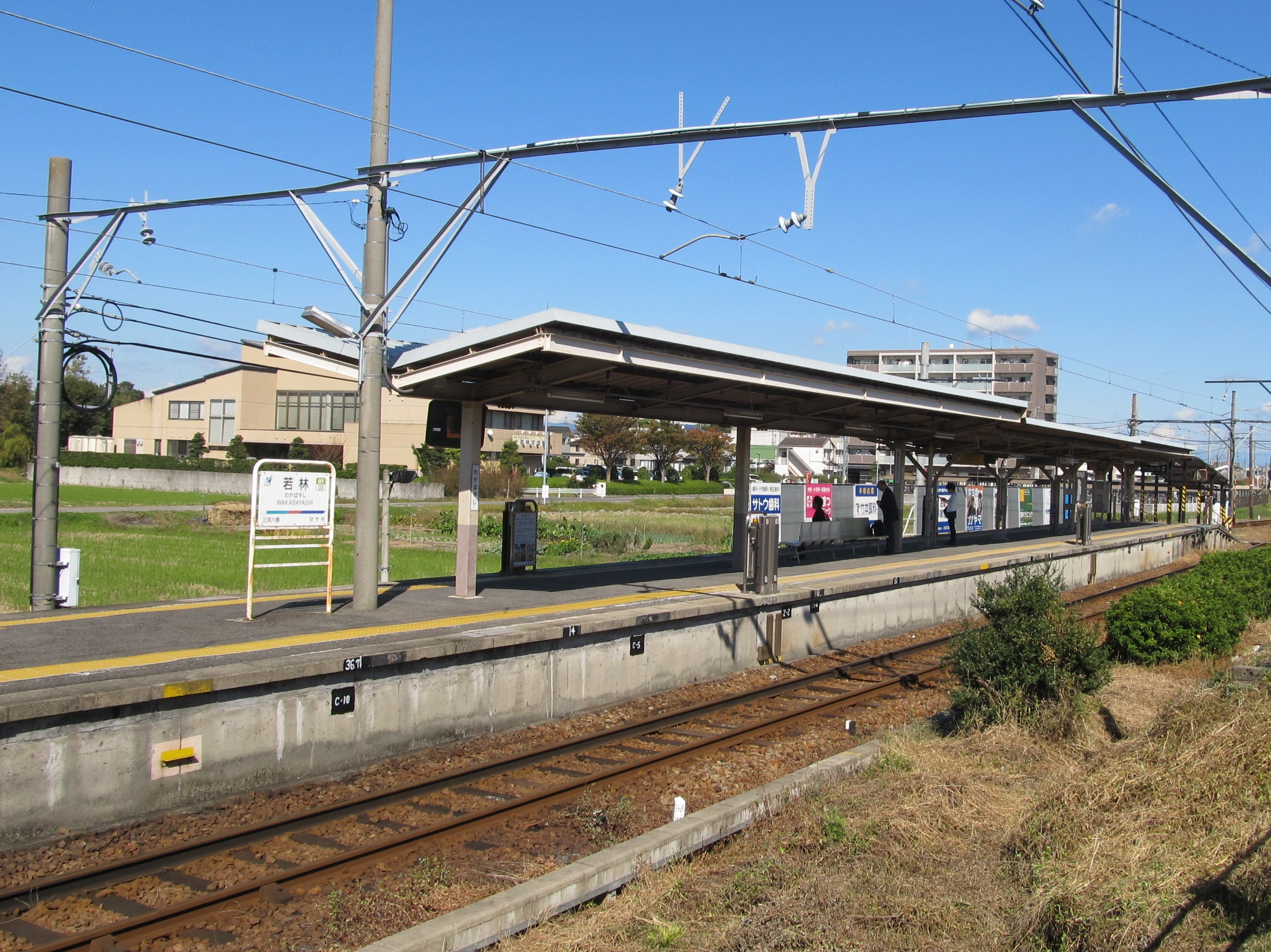
月台
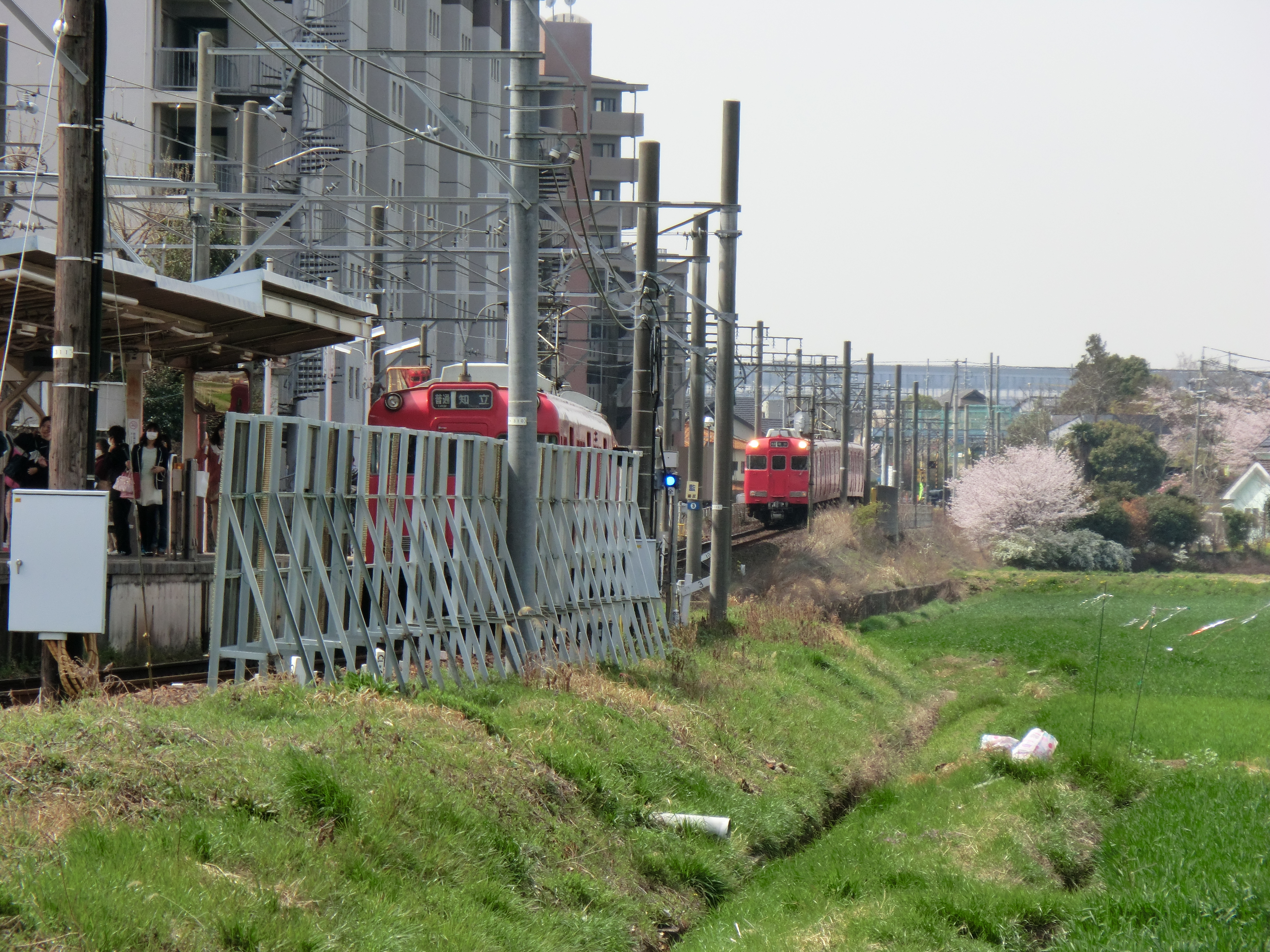
靠右進站時，列車交會的樣子
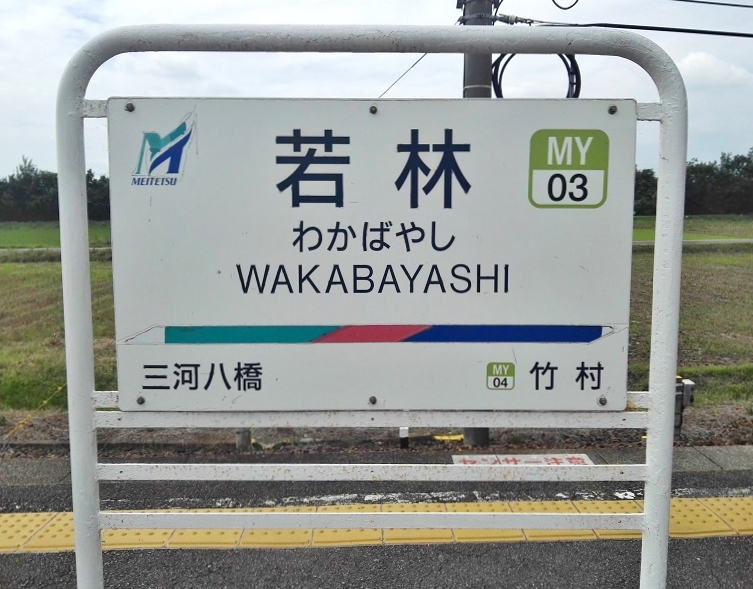
站名牌

### 配線圖
| ← 豐田市、 猿投方向 | 若林站 站內配線略圖 | → 知立方向 |
| 图例 参考文献：     |                     |            |

## 使用狀況
- 在中提及在2013年度，當時1日平均上下車人次為5,580人，為名鐵所有車站（275站）排名第73，三河線（23站）中排名第7[10]。
- 在中提及在1992年度，當時1日平均上下車人次為6,350人，為除岐阜市內線均一車費區間內各站（岐阜市內線、田神線、美濃町線徹明町站至琴塚站之間）外名鐵所有車站（342站）中排名第68，三河線（38站）排名第4[11]。
- 在中，以下為近年1日平均上下車人次列表。

| 年度   | 1日平均 上下車人次 |
| ------ | ------------------ |
| 2009年 | 4,895              |
| 2010年 | 4,900              |
| 2011年 | 5,105              |
| 2012年 | 5,318              |
| 2013年 | 5,580              |
| 2014年 | 5,566              |
| 2015年 | 5,917              |
| 2016年 | 5,958              |
| 2017年 | 6,051              |

此站的客源來自除了此站的位置若林地區外，還有鐵路空白地帶的前林地區與愛知環狀鐵道線沿線的上鄉地區。在繁忙時間，設有毎小時4班列車到達此站，站前迴旋路會有接送汽車。

## 車站周邊
車站是位於豐田市南面的田園地區。在車站西邊有廣寬的田園景色。車站大樓與出口的東邊設有若林地區為中心的商住地帶。在離開住宅區1公里外設有豐田南高等學校，在早上繁忙時間中會有許多高校生使用此站。在車站西邊從車站大樓沿路軌旁向北200米設有平交道。越過平交道後便到達若林交流館，同時設有「接觸巴士」巴士站。在田園地區以西1.5公里設有國道155號，沿該國道設有豐田市立高岡中學、豐田市政廳高岡分所、西三河汽車檢查登記辦事處。
- 愛知縣立豐田南高等學校（日语：愛知県立豊田南高等学校）
- 豐田市立若林東小學
- 豐田市立若林西小學
- 豐田市立若園小學
- Meguria（日语：トヨタ生活協同組合）若園店
- Domy（日语：ドミー (チェーンストア)）若林店
- 豐田高岡郵局
- 岡崎信用金庫（日语：岡崎信用金庫）高岡支店
- 豐田信用金庫（日语：豊田信用金庫）高岡支店
- 國道155號（日语：国道155号）
- 愛知縣道12號豐田一色線（日语：愛知県道12号豊田一色線）
- 愛知縣道56號名古屋岡崎線（日语：愛知県道56号名古屋岡崎線）（駿河街道、平針街道）
- Yamanobu 若林店

## 巴士路線
社區巴士
- 接觸巴士（日语：ふれあいバス (豊田市)） - 設有路線連接高岡公園。

## 相鄰車站
名古屋鐵道
 三河線（山線）
竹村（MY04）－若林（MY03）－三河八橋（MY02）

## 注腳

## 外部連結
- 若林 - 名古屋鐵道